# Réserve naturelle régionale de la clairière forestière de Bresolettes
La réserve naturelle régionale de la clairière forestière de Bresolettes (RNR224) est une réserve naturelle régionale située en région Normandie. Classée en 2010, elle occupe une surface de 780 hectares et protège une partie de la forêt du Perche autour du village de Bresolettes.

## Localisation

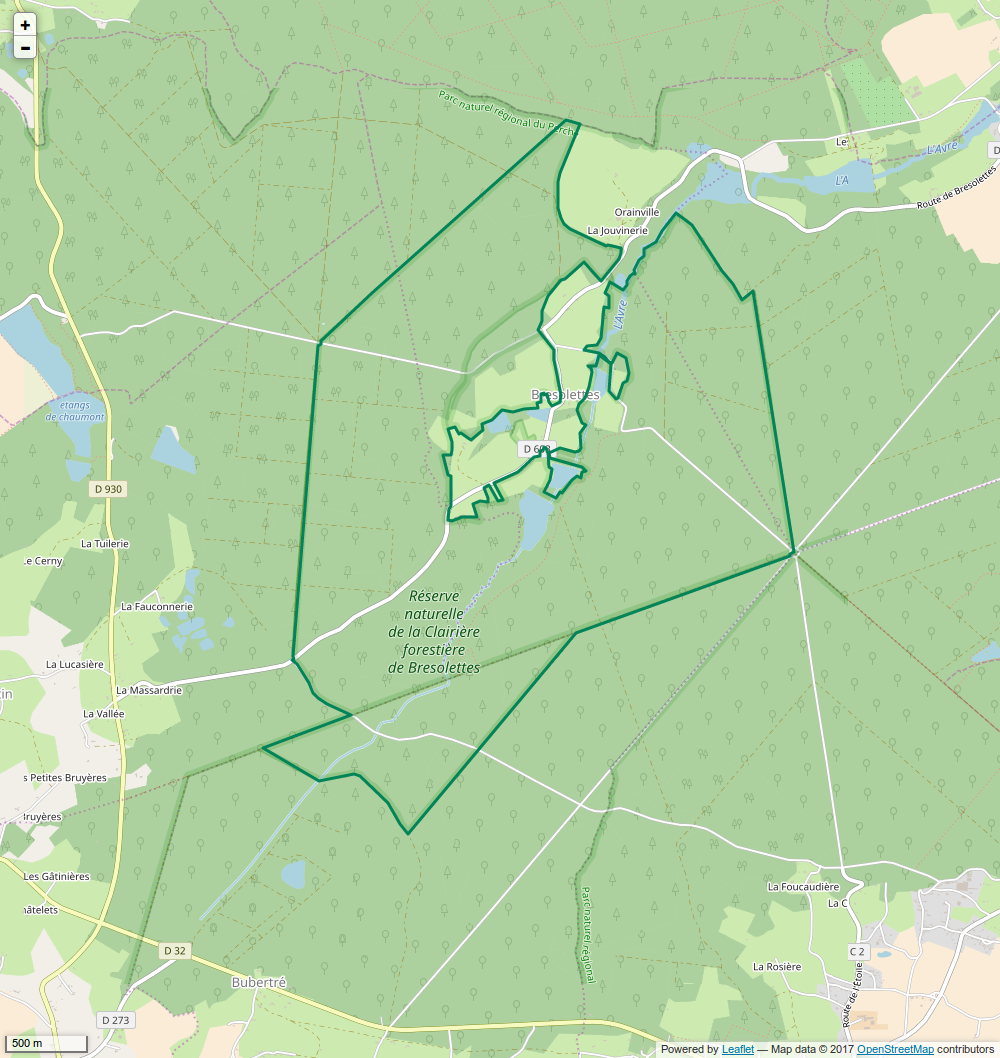
Périmètre de la réserve naturelle.

Le territoire de la réserve naturelle est dans le département de l'Orne, sur les communes de Bresolettes, Bubertré, Prépotin et Randonnai au sein du massif forestier domanial du Perche et de la Trappe.

## Histoire du site et de la réserve
Le Parc naturel régional du Perche et l’Office national des forêts sont à l'origine du projet de réserve naturelle. Depuis le classement en octobre 2010, ils sont devenus co-gestionnaires.
Les nombreux étangs et leurs abords montrent les restes de l'activité métallurgique de la région entre la fin du 
XVIIe siècle et le début du XIXe.

## Écologie (biodiversité, intérêt écopaysager…)
Le site couvre une grande variété de milieux naturels : forêt, étangs, zones humides, prairies,
landes humides, etc. Les principaux enjeux de conservation ont été identifiés autour de l’Avre et de l’écosystème forestier qui représente 88 % du territoire.

### Flore
Les inventaires indiquent plus de 347 espèces de plantes comme le Trèfle d'eau, le Rossolis à feuilles rondes, le Genêt poilu, la Petite utriculaire et l'Utriculaire citrine.

### Faune
On compte 14 espèces de chiroptères dont le Murin de Daubenton, l'Oreillard roux, la Pipistrelle commune, la Noctule de Leisler et la Pipistrelle de Nathusius.
L'avifaune comprend 54 espèces d’oiseaux dont 6 espèces de pics (Pics cendré, noir, épeiche, mar, épeichette et vert). On trouve également la Bondrée apivore, l’Engoulevent d'Europe ou la Cigogne noire.
Les amphibiens et reptiles sont représentés par la Salamandre tachetée, les Tritons crêté, palmé et alpestre, la Grenouille agile et la Vipère péliade. On trouve également l'Écrevisse à pattes blanches et la Lamproie de Planer dans l’Avre.
Les inventaires entomologiques indiquent 198 espèces d’insectes dont le Criquet des clairières, l'Agrion de Mercure et la Rhagie mordante.

## Intérêt touristique et pédagogique
Le sentier GR 22 permet de découvrir l’essentiel de la réserve. Certaines parties de la réserve naturelle sont en propriété privée et donc inaccessibles.

## Administration, plan de gestion, règlement
La réserve naturelle est gérée par le Parc naturel régional du Perche et l'ONF. Le premier plan de gestion couvre la période 2013-2020.

### Outils et statut juridique
La réserve naturelle a été créée par une délibération du 22 octobre 2010.